# Associazione Calcio Treviso 1955-1956
Questa voce raccoglie le informazioni riguardanti l'Associazione Calcio Treviso nelle competizioni ufficiali della stagione 1955-1956.

## Rosa
| N. |                   | Ruolo | Calciatore          |
| -- | ----------------- | ----- | ------------------- |
|    | Italia (bandiera) | P     | Mario Barluzzi      |
|    | Italia (bandiera) | D     | Giuseppe Bustreo    |
|    | Italia (bandiera) | C     | Luigi Caldana       |
|    | Italia (bandiera) | D     | Silvano Caldato     |
|    | Italia (bandiera) | C     | Roberto Cattarin    |
|    | Italia (bandiera) | D     | Cristiano Cervato   |
|    | Italia (bandiera) | A     | Giuseppe Dozzo      |
|    | Italia (bandiera) | A     | Emiliano Farina     |
|    | Italia (bandiera) | C     | Vittorino Mantovani |
|    | Italia (bandiera) | C     | Erminio Marussi     |
|    | Italia (bandiera) | C     | Angelo Miglioranza  |

| N. |                   | Ruolo | Calciatore         |  |
| -- | ----------------- | ----- | ------------------ |  |
|    | Italia (bandiera) | C     | Francesco Palma    |  |
|    | Italia (bandiera) | A     | Giuseppe Persi     |  |
|    | Italia (bandiera) | A     | Gianfranco Petris  |  |
|    | Italia (bandiera) | P     | Emilio Pozzan      |  |
|    | Italia (bandiera) | A     | Sergio Sega        |  |
|    | Italia (bandiera) | C     | Gino Spangaro      |  |
|    | Italia (bandiera) | A     | Narciso Taffarello |  |
|    | Italia (bandiera) | A     | Mario Trinca       |  |
|    | Italia (bandiera) | C     | Lionello Tulissi   |  |
|    | Italia (bandiera) | A     | Livio Zanolla      |  |